# Ella Suitiala
Ella Suitiala (* 1. Oktober 1989 in Espoo) ist eine finnische Snowboarderin. 

## Werdegang
Suitiala nimmt seit 2011 an Wettbewerben der Ticket to Ride World Snowboard Tour und der FIS teil. Ihr erstes FIS-Weltcuprennen fuhr sie im Dezember 2011 in Ruka, welches sie auf dem dritten Platz auf der Halfpipe beendete. Bei den Snowboard-Weltmeisterschaften 2012 in Oslo belegte sie den 17. Platz auf der Halfpipe. Bei ihrer ersten Olympiateilnahme 2014 in Sotschi errang sie den 19. Platz auf der Halfpipe. Bei den Snowboard-Weltmeisterschaften 2015 am Kreischberg kam sie auf den 20. Platz auf der Halfpipe, den neunten Rang im Big Air und den achten Platz im Slopestyle. Beim letzten Weltcuprennen der Saison 2014/15 in Špindlerův Mlýn erreichte sie den dritten Platz im Slopestyle und beendete die Saison auf den vierten Rang im Freestyleweltcup und den dritten Platz in der Slopestylewertung. Im April 2015 wurde sie finnische Meisterin im Slopestyle, auf der Halfpipe und im Snowboardcross. Bei den Snowboard-Weltmeisterschaften 2016 in Yabuli kam sie auf den 11. Platz im Slopestyle. Im April 2017 wurde sie in Levi finnische Meisterin im Slopestyle.